# فويانغ
فويانغ (بالصينية المبسطة: 阜阳؛ بالصينية التقليدية: 阜陽) هي مدينة من مدن الصين. يبلغ عدد سكانها 7599913 نسمة وذلك حسب إحصائيات سنة 2010. تبلغ مساحتها 9775 كم².

## المناخ
يظهر الجدول التالي التغييرات المناخية على مدار السنة لفويانغ:
| البيانات المناخية لـفويانغ         | البيانات المناخية لـفويانغ | البيانات المناخية لـفويانغ | البيانات المناخية لـفويانغ | البيانات المناخية لـفويانغ | البيانات المناخية لـفويانغ | البيانات المناخية لـفويانغ | البيانات المناخية لـفويانغ | البيانات المناخية لـفويانغ | البيانات المناخية لـفويانغ | البيانات المناخية لـفويانغ | البيانات المناخية لـفويانغ | البيانات المناخية لـفويانغ | البيانات المناخية لـفويانغ |
| الشهر                              | يناير                      | فبراير                     | مارس                       | أبريل                      | مايو                       | يونيو                      | يوليو                      | أغسطس                      | سبتمبر                     | أكتوبر                     | نوفمبر                     | ديسمبر                     | المعدل السنوي              |
| ---------------------------------- | -------------------------- | -------------------------- | -------------------------- | -------------------------- | -------------------------- | -------------------------- | -------------------------- | -------------------------- | -------------------------- | -------------------------- | -------------------------- | -------------------------- | -------------------------- |
| الدرجة القصوى °م (°ف)              | 20.5 (68.9)                | 26.2 (79.2)                | 29.7 (85.5)                | 34.3 (93.7)                | 37.7 (99.9)                | 39.8 (103.6)               | 40.8 (105.4)               | 39.0 (102.2)               | 38.9 (102.0)               | 34.7 (94.5)                | 30.4 (86.7)                | 22.2 (72.0)                | 40.8 (105.4)               |
| متوسط درجة الحرارة الكبرى °م (°ف)  | 6.7 (44.1)                 | 9.0 (48.2)                 | 13.8 (56.8)                | 21.3 (70.3)                | 26.5 (79.7)                | 30.5 (86.9)                | 32.1 (89.8)                | 31.6 (88.9)                | 27.2 (81.0)                | 22.1 (71.8)                | 15.4 (59.7)                | 9.3 (48.7)                 | 20.5 (68.8)                |
| المتوسط اليومي °م (°ف)             | 1.7 (35.1)                 | 3.9 (39.0)                 | 8.8 (47.8)                 | 15.8 (60.4)                | 21.0 (69.8)                | 25.4 (77.7)                | 27.7 (81.9)                | 26.9 (80.4)                | 22.1 (71.8)                | 16.5 (61.7)                | 9.8 (49.6)                 | 4.0 (39.2)                 | 15.3 (59.5)                |
| متوسط درجة الحرارة الصغرى °م (°ف)  | −1.9 (28.6)                | 0.0 (32.0)                 | 4.5 (40.1)                 | 10.9 (51.6)                | 16.1 (61.0)                | 20.8 (69.4)                | 24.1 (75.4)                | 23.3 (73.9)                | 18.2 (64.8)                | 12.2 (54.0)                | 5.5 (41.9)                 | 0.1 (32.2)                 | 11.2 (52.1)                |
| أدنى درجة حرارة °م (°ف)            | −14.2 (6.4)                | −14.9 (5.2)                | −5.5 (22.1)                | 0.3 (32.5)                 | 5.9 (42.6)                 | 13.0 (55.4)                | 17.3 (63.1)                | 16.2 (61.2)                | 8.4 (47.1)                 | 1.3 (34.3)                 | −6.9 (19.6)                | −13.1 (8.4)                | −14.9 (5.2)                |
| الهطول مم (إنش)                    | 26.6 (1.05)                | 32.6 (1.28)                | 56.8 (2.24)                | 56.6 (2.23)                | 81.5 (3.21)                | 161.9 (6.37)               | 189.2 (7.45)               | 95.9 (3.78)                | 87.3 (3.44)                | 63.8 (2.51)                | 40.0 (1.57)                | 17.8 (0.70)                | 910 (35.83)                |
| متوسط أيام هطول الأمطار (≥ 0.1 mm) | 5.8                        | 6.5                        | 9.5                        | 8.2                        | 9.5                        | 10.3                       | 12.7                       | 10.9                       | 8.7                        | 8.2                        | 6.4                        | 4.7                        | 101.4                      |
| المصدر: Weather China              |                            |                            |                            |                            |                            |                            |                            |                            |                            |                            |                            |                            |                            |